# Вихерт (лунный кратер)
Кра́тер Ви́херт (лат. Wiechert) — крупный ударный кратер в южной приполярной области обратной стороны Луны. Название присвоено в честь немецкого физика Эмиля Иоганна Вихерта (1861—1928) и утверждено Международным астрономическим союзом в 1970 г. Образование кратера относится к нектарскому периоду.

## Описание кратера
Ближайшими соседями кратера являются кратер Нефедьев на северо-западе, кратер Брауде на севере-северо-западе, кратер Лаверан на северо-востоке, кратер Кун на востоке, кратер Свердруп на юге-юго-востоке, и кратер Шеклтон на юге. Кратер находится приблизительнов 170 км от южного полюса Луны. Селенографические координаты центра кратера 84°02′ ю. ш. 164°42′ в. д. / 84,03° ю. ш. 164,7° в. д., диаметр 40,8 км, глубина 2,2 км.
Кратер имеет близкую к циркулярной форму и значительно разрушен. Юго-западную часть вала перекрывает небольшой приметный кратер. Средняя высота вала кратера над окружающей местностью 1040 м,объем кратера составляет приблизительно 1300 км³. Дно чаши неровное. Вследствие южного расположения кратер освещается только наклонными лучами солнца, чаша кратера никогда не освещена полностью, поэтому температура в чаше кратера должна быть очень низкой.

## Сателлитные кратеры
| Вихерт | Координаты                                              | Диаметр, км |
| ------ | ------------------------------------------------------- | ----------- |
| A      | 82°23′ ю. ш. 168°38′ в. д. / 82,38° ю. ш. 168,64° в. д. | 26,9        |
| E      | 83°34′ ю. ш. 176°01′ в. д. / 83,56° ю. ш. 176,02° в. д. | 20,9        |
| J      | 85°12′ ю. ш. 177°38′ в. д. / 85,2° ю. ш. 177,64° в. д.  | 34,9        |
| P      | 85°08′ ю. ш. 151°46′ в. д. / 85,13° ю. ш. 151,76° в. д. | 38,6        |
| U      | 83°26′ ю. ш. 149°02′ в. д. / 83,43° ю. ш. 149,04° в. д. | 30,0        |

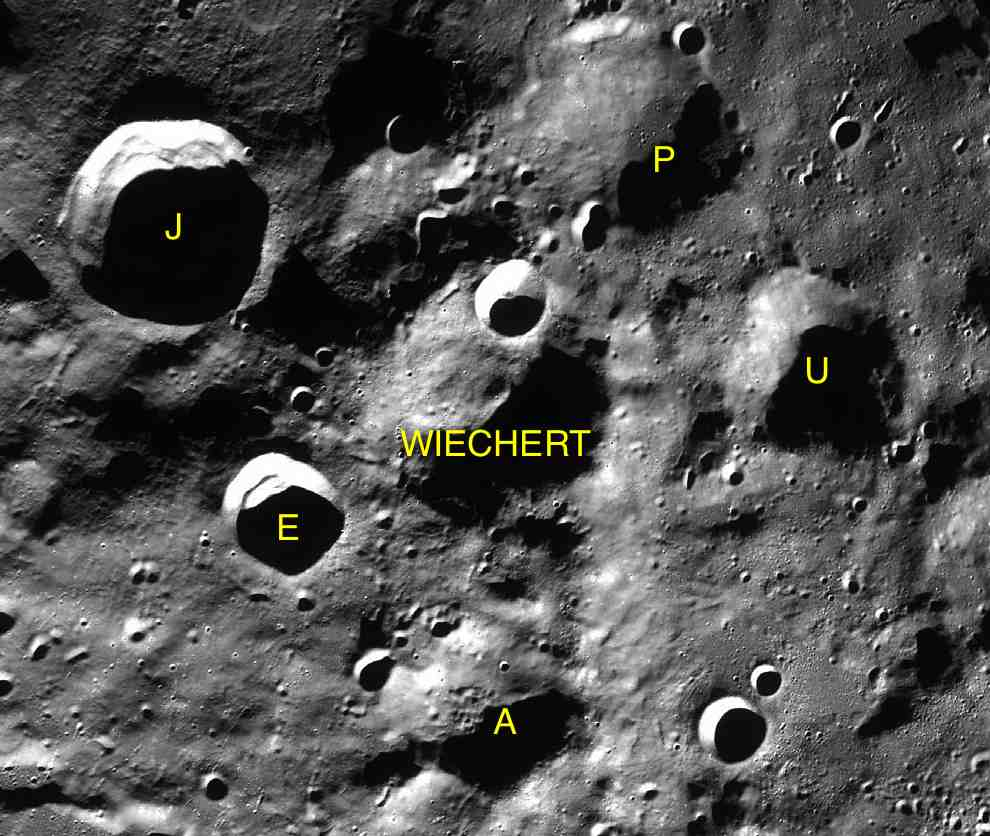
Фрагмент карты LAC-144.

- Образование сателлитного кратера Вихерт J относится к эратосфенскому периоду[1].
- Образование сателлитного кратера Вихерт P относится к нектарскому периоду[1].